# Organ pregona
Organ pregona (LEA - Law enforcement agency) v severnoameriški angleščini je katera koli vladna agencija, odgovorna za izvrševanje zakonov.
Zunaj Severne Amerike se takšne organizacije običajno imenujejo policijske službe. V Severni Ameriki nekatere od teh služb imenujejo policija, druge so znane kot šerifske pisarne / oddelki, medtem ko preiskovalne policijske službe v ZDA pogosto imenujejo biroji, na primer Zvezni preiskovalni urad.

## Pristojnost
Organi pregona, ki imajo zmožnost uporabe svojih pooblastil na nek način omejene, naj bi delovale v okviru jurisdikcije.
Organi pregona bodo imeli neko obliko geografske omejitve glede njihove zmožnosti uporabe svojih pooblastil. Organi pregona bi lahko uporabila svoja pooblastila znotraj države, na primer Urada Združenih držav za alkohol, tobak, strelno orožje in eksplozive ali njegove uprave za boj proti drogam; znotraj oddelka države, na primer avstralska policija Queensland; ali v zbirki držav, na primer mednarodne organizacije, kot je Interpol, ali Europol Evropske unije.
Organi pregona, ki delujejo v različnih državah, po navadi pomagajo pri dejavnostih kazenskega pregona, namesto da neposredno izvajajo zakone, tako da olajšajo izmenjavo informacij, potrebnih za kazenski pregon, med organi pregona v teh državah, na primer Europol nima izvršilnih pooblastil.
Včasih je pristojnost organi pregona odvisna od zapletenosti ali resnosti neskladnosti z zakonom. Nekatere države določijo jurisdikcijo v teh okoliščinah s pomočjo politike in razporejanja virov med agencijami, na primer v Avstraliji avstralska zvezna policija prevzame zapletene resne zadeve, ki ji jih posreduje agencija , agencija pa lastne preiskave manj resnih ali zapletenih zadev s konsenzom, medtem ko imajo druge države zakone, ki odločajo o pristojnosti, na primer v Združenih državah Amerike je treba nekatere zadeve po zakonu posredovati drugim agencijam, če so določene stopnje resnosti. ali zapletenost, na primer ugrabitev čez državno mejo v ZDA se prenaša na Zvezni preiskovalni urad. Razlikovanje pristojnosti na podlagi resnosti in zapletenosti neskladnosti bodisi z zakonom bodisi s politiko in konsenzom lahko sobiva v državah.
Organi pregona, ki ima široko paleto pooblastil, vendar je njena sposobnost geografsko omejena, običajno na območje, ki je le del države, se običajno imenuje lokalna policija ali teritorialna policija. Drugi organi pregona imajo jurisdikcijo, določeno z vrsto zakonov, ki jih izvajajo ali pomagajo pri izvrševanju. Interpol na primer ne sodeluje pri političnih, vojaških, verskih ali rasnih zadevah.
Pristojnost organi pregona običajno vključuje tudi upravne organe, ki jih podpirajo, in sam organi pregona.

### Organizacija in struktura
Na mednarodni ravni lahko obstajajo pomembne razlike med mednarodnimi organi pregona in večnacionalnimi organi pregona, čeprav se oba v uradnih dokumentih pogosto imenujejo "mednarodna". Mednarodna agencija kazenskega pregona je pristojna in deluje v več državah in čez državne meje, na primer Interpol.
Večnacionalna agencija kazenskega pregona bo običajno delovala samo v eni državi ali enem oddelku države, vendar jo sestavlja osebje iz več držav, na primer Policijska misija Evropske unije v Bosni in Hercegovini. mednarodni organi pregona so običajno tudi večnacionalni, na primer Interpol, vendar večnacionalni organi pregona običajno niso mednarodni.
Znotraj države je lahko pristojnost organov pregona organizirana in strukturirana na več načinov za zagotavljanje pregona po vsej državi. Pristojnost organa pregona je lahko za celo državo ali za oddelek ali pododdelek znotraj države.

#### Znotraj oddelkov na Danskem
Pristojnost organi pregona za oddelek znotraj države je lahko običajno na več kot eni ravni, na primer na ravni oddelka, to je na ravni države, province ali ozemlja, in na primer na ravni pododdelka, to je okrožja, šira ali na ravni občine ali metropolitanskega območja. Na primer v Avstraliji ima vsaka država svoje organi pregona. Na primer v Združenih državah ima običajno vsaka država in okrožje ali mesto svoje organi pregona.
Kot rezultat, ker sta Avstralija in ZDA zvezni državi in imata zvezne organi pregona, ima Avstralija dve ravni kazenskega pregona, ZDA pa več ravni kazenskega pregona, zvezno, plemensko, državno, okrožje, mesto, vas, posebna pristojnost in drugi.

#### Razdelitev na operativna območja
Pogosto bo pristojnost organi pregona geografsko razdeljena na operativna območja zaradi upravne in logistične učinkovitosti. Operacijsko območje se pogosto imenuje ukaz  ali pisarna. 
Medtem ko se operativno območje organi pregona včasih imenuje jurisdikcija, je katero koli območje delovanja organi pregona običajno še vedno pravno pristojno na vseh geografskih območjih, v katerih deluje organi pregona, vendar po politiki in soglasju operacijsko območje običajno ne deluje na drugih geografskih območjih organi pregona. Metropolitanska policija Združenega kraljestva je na primer razdeljena na 32 enot operativnega poveljevanja okrožja, ki temelji na okrožjih Londona , policijska uprava New Yorka pa je razdeljena na 77 okrožij. 
Včasih eno pravno pristojnost pokriva več kot en organi pregona, spet zaradi upravne in logistične učinkovitosti ali pa zaradi političnih ali zgodovinskih razlogov. Na primer, območje jurisdikcije angleškega in valižanskega prava je zajeto v številnih organi pregona, imenovanih kontabulari, od katerih ima vsaka pravno pristojnost za celotno območje, ki ga zajema angleška in valižanska zakonodaja, vendar običajno ne delujejo zunaj svojih formalna zveza med njima. 
Glavna razlika med ločenimi agencijami in operativnimi področji znotraj ene pravne jurisdikcije je stopnja prožnosti pri prenosu virov med agencijami in znotraj njih. Kadar več organi pregona pokriva eno pravno pristojnost, se vsaka agencija še vedno običajno organizira na področja poslovanja.
V ZDA v okviru pravne jurisdikcije države okrožne in mestne policijske agencije nimajo popolne pravne prilagodljivosti v celotni zvezni državi, kar je delno privedlo do združitev sosednjih policijskih agencij. 

#### Zvezni in nacionalni
Kadar je pristojnost organi pregona za celotno državo, je običajno ena od dveh širokih vrst, bodisi zvezna bodisi državna.

##### Zvezne odgovornosti
Ko ima država zvezno ustavo, se organi pregona za celo državo imenuje zvezna agencija pregona.
Odgovornosti zveznega organi pregona se razlikujejo od države do države. Odgovornosti zveznih organi pregona so običajno boj proti goljufijam proti zvezni državi, priseljevanje in nadzor meja v zvezi z ljudmi in blagom, preiskovanje ponarejanja valut, nadzor letališč in zaščita določene nacionalne infrastrukture, nacionalna varnost ter zaščita voditelja države in drugih imenovanih zelo pomembne osebe, na primer zaščitna služba avstralske zvezne policije  ali zaščitna misija tajne službe ZDA  in diplomatska varnostna služba (DSS) ameriškega zunanjega ministrstva.
Zvezna policijska agencija je zvezna organi pregona, ki ima tudi tipične policijske odgovornosti na področju družbene ureditve in javne varnosti ter odgovornosti zveznega pregona. Vendar zvezna policijska agencija običajno ne izvaja svojih pooblastil na oddelčni ravni. Takšno izvajanje pooblastil je običajno posebna ureditev med zveznimi in oddelčnimi upravnimi organi.
Primeri zveznih organov pregona so Argentinska zvezna policija (Argentina), Avstralska zvezna policija (Avstralija), Zvezna policija Brazilije (Brazilija), Bundespolizei (Nemčija), Centralni preiskovalni urad (Indija), Zvezni preiskovalni urad, Zvezni zaščitni organ Služba, United States Park Police (ZDA), Royal Canadian Mounted Police (Kanada) in Služba državne varnosti (Nigerija).
Zvezni pristop k organizaciji države ne kaže nujno  narave organizacije organov pregona v državi. Nekatere države, na primer Avstrija in Belgija, imajo sorazmerno poenoten pristop k pregonu, vendar imajo še vedno operativno ločene enote za zvezno pregon in policijsko policijo. Združene države imajo na splošno zelo razdrobljen pristop do organov pregona, kar se odraža v ameriških zveznih agencijah pregona. (Poleg tega bi deseti amandma k ameriški ustavi preprečil oblikovanje resnično zvezne ameriške policije. [Po kom?])

##### Razmerje med zveznimi in zveznimi oddelki
V federaciji bodo običajno ločeni organi pregona s jurisdikcijami za vsak oddelek znotraj federacije. Zvezna organi pregona bo primarno odgovorna za zakone, ki vplivajo na zvezo kot celoto in jih je sprejel upravni organ zveze.
Člani zvezne organi pregona lahko dobijo pristojnost znotraj oddelka zveze za zakone, ki jih sprejmejo upravni organi oddelkov bodisi ustrezni oddelek znotraj zveze bodisi upravni organ zveze. Na primer, avstralska zvezna policija je zvezna agencija in ima pravno pristojnost za izvrševanje zakonov, ki jih je sprejela katera koli avstralska država, vendar bo državno zakonodajo na splošno uveljavljala le, če je treba raziskati zvezni vidik.
Običajno imajo zvezni organi pregona relativno ozke policijske odgovornosti, posamezni oddelki znotraj zveze običajno ustanovijo svoje policijske agencije za izvrševanje zakonov znotraj oddelka. Vendar so v nekaterih državah zvezne agencije pristojne za oddelke zveze.
To se običajno zgodi, če divizija nima svojega neodvisnega statusa in je odvisna od zveze. Na primer, avstralska zvezna policija je policijska agencija z jurisdikcijo na avstralsko odvisnih ozemljih, na območju Jervis Bay,  na Kokosovih otokih,  na Antarktičnem ozemlju in na božičnem otoku . Podobno je tudi kanadska kraljeva kanadska policija (RCMP) je zvezna agencija in je edina policijska agencija za tri kanadska ozemlja, severozahodna ozemlja, Nunavut in Yukon. 
Upoštevajte, da gre za neposredno jurisdikcijsko odgovornost in se razlikuje od situacije, ko se upravni organ dogovori z organi pregona drugega upravnega organa, da svojim organom zagotovi pregon. Ta zadnja vrsta ureditve je opisana v poglavju Ustanovitev in ustanovitev organov pregona.
V zveznih vladah se postopki, ki kršijo zakone v več geografskih oddelkih znotraj zveze, stopnjujejo v zvezni organi pregona. V drugih primerih se stopnjujejo posebna kazniva dejanja, ki se štejejo za huda. Na primer, v ZDA je FBI odgovoren za preiskavo vseh primerov ugrabitve (ne glede na to, ali gre za prehod državnih meja). 
V Avstraliji se države neposredno povežejo, kadar neskladnost z zakoni prestopi državne meje. Nekatere države zagotavljajo kazenski pregon na kopnem in v stavbah v lasti ali pod nadzorom federacije z uporabo zveznega organi pregona, na primer Ministrstvo za domovinsko varnost ZDA  je odgovorno za nekatere vidike zveznega pregona.
Druge države, kot je Avstralija, zagotavljajo pregon zvezne lastnine prek zveznih organi pregona  in organi pregona za delitev federacije, v kateri je nepremičnina.
Običajno organi pregona, ki delujejo v različnih jurisdikcijah, ki se prekrivajo z vrsto neskladnosti z zakoni, aktivno vzpostavljajo mehanizme za sodelovanje, ustanavljajo skupne operacije in združujejo delovne skupine.  Pogosto so člani organi pregona, ki delajo zunaj svoje običajne pristojnosti v skupnih operacijah ali projektni skupini, pod prisego kot posebni člani države gostiteljice.

##### Nacionalne odgovornosti
Nacionalna agencija kazenskega pregona je organi pregona v državi, ki nima oddelkov, ki bi lahko sestavljali svoje zakone. Nacionalni organi pregona bo imel skupne odgovornosti, ki bi jih imeli zvezni organi pregona in divizijski organi pregona v zvezni državi.
Nacionalni organi pregona so običajno razdeljeni na operativna področja.
Nacionalna policijska agencija je nacionalna organi pregona, ki ima tudi tipične policijske odgovornosti na področju družbenega reda in javne varnosti ter nacionalne odgovornosti organov pregona. Primeri držav z zveznimi policijskimi agencijami so Nova Zelandija, Italija, Francija, Japonska, Nizozemska, Filipini in Nikaragva.
Nekateri zvezni organi pregona izrecno svetujejo, da niso nacionalna agencija za kazenski pregon, da bi se izognili zmedi glede odgovornosti glede sodne pristojnosti, na primer to počne Zvezni preiskovalni urad ZDA. 

## Vrste
Organi pregona so lahko odgovorni za izvrševanje zakonov, ki vplivajo na vedenje ljudi ali na splošno skupnost, na primer New York City Police Department, ali vedenje komercialnih organizacij in korporacij, na primer Avstralske komisije za vrednostne papirje in naložbe, v korist države kot celote, na primer prihodki in carine njenega veličanstva v Združenem kraljestvu.

### Verski organi pregona
Organi pregona je lahko odgovoren za izvrševanje posvetne zakonodaje ali verske zakonodaje, na primer šeriat ali Halakha. Pretežna večina organi pregona po vsem svetu je sekularna, njihovi upravni organi ločujejo verske zadeve od upravljanja svojih podanikov. Verske agencije kazenskega pregona, na primer Saudova Arabija Mutaween, obstajajo tam, kjer ni prišlo do popolne ločitve vlade in verske doktrine, in jih na splošno imenujejo policijske agencije, običajno verska policija, ker je njihova glavna odgovornost za družbeni red v njihovi pristojnosti in pomemben družbeni red je zelo kodificiran kot zakon.

### Notranje zadeve
Organi pregona bo pogosto imel posebno notranjo enoto, ki bo zagotovila, da bo organi pregona spoštovala ustrezne zakone, na primer Urad za strokovno odgovornost Zveznega preiskovalnega urada Združenih držav.  V nekaterih državah ali oddelkih znotraj držav se ustanovijo specializirani ali ločeni organi pregona, da se zagotovi skladnost drugih organi pregona z zakoni, na primer neodvisna komisija za boj proti korupciji v avstralski državi New South Wales. V mnogih državah obstajajo notranje enote za skladnost z organi pregona in zunanje agencije za skladnost z organi pregona. Imena, ki jih dobijo enote za notranjo samo izpolnitev organi pregona, so običajno notranje zadeve, notranje preiskave, poklicni standardi. 

### Policijske agencije
Številne agencije pregona so policijske agencije, ki imajo široko paleto pooblastil in odgovornosti. Policijska agencija pa ima pogosto tudi vrsto odgovornosti, ki niso posebej povezane s kazenskim pregonom. Te odgovornosti so povezane z družbeno ureditvijo in javno varnostjo. Čeprav je to razumevanje policijskega dela, ki je bolj obsežno kot samo kazenski pregon, zraslo in ga družba pogosto razume, ga formalno priznavajo znanstveniki in akademiki.  Pristojnost policijske agencije za socialni red in javno varnost bo običajno enaka pristojnosti policijske agencije.

### Vojaški organi pregona
Vojaške organizacije imajo pogosto enote pregona. Te enote v oboroženih silah se na splošno imenujejo vojaška policija. To se lahko nanaša na:
- del vojske, ki je izključno odgovoren za nadzor nad oboroženimi silami (v nadaljnjem besedilu: protesti)
- ločen del oboroženih sil, pristojnih za policijsko delovanje v oboroženih silah in na ministrstvu za obrambo, kot je ndarandarmeria Wojskowa
- del vojske, ki je izključno odgovoren za nadzor civilnega prebivalstva (na primer romunska žandarmerija)
- preventivna policija (z vojaškim statusom) brazilske države (Polícia Militar)

Natančna uporaba in pomen izrazov vojska, vojaška policija, protest in žandarmerija se od države do države razlikujeta.
Nevojaške organe pregona včasih imenujejo civilna policija, vendar običajno le v kontekstih, kjer jih je treba razlikovati od vojaške policije. Vendar pa imajo lahko še vedno vojaško strukturo in protokol.
V večini držav izraz kazenski pregon, kadar se formalno uporablja, vključuje agencije, ki niso samo policijske agencije. Izraz organ pregona se v Združenih državah Amerike pogosto uporablja za označevanje policijskih agencij, vendar vključuje tudi agencije s statusom mirovnih častnikov ali agencije, ki preganjajo kazniva dejanja. Okrožni tožilec ali okrožni državni tožilec se šteje za glavnega uradnika kazenskega pregona v okrožju.

### Druge odgovornosti
Druge odgovornosti organi pregona so običajno povezane s tem, da pomagajo subjektom, da se izognejo neskladnosti z zakonom, pomagajo subjektom, da ostanejo varni in varujejo, pomagajo subjektom po dogodku, ki vpliva na varnost. Na primer:
- policijski nadzor [33]
  - družbeni red
    - posredovanje javnih incidentov
    - preprečevanje protisocialnega vedenja
    - nevarna prireditev javna logistika

  - javna varnost
    - splošno iskanje in reševanje
    - nadzor množice
- uredba
- storitve in objekte
- identifikacija žrtev nesreče
- kampanje za izobraževanje in ozaveščanje
  - preprečevanje in izogibanje žrtvam
  - spoštovanje zakonodaje
  - javna varnost

Številne lokalne skupnosti imajo upravne in storitvene naloge, ki so pogosto njihova glavna odgovornost, pa tudi odgovornosti kazenskega pregona. To je značilno za agencije, kot so carinske ali davčne agencije, ki zagotavljajo storitve in zmogljivosti, ki subjektom omogočajo, da upoštevajo ustrezne zakone kot svoje glavne odgovornosti.

#### Zasebni organi pregona
Zasebna policija so organi pregona, ki so v lasti ali pod nadzorom nevladnih organizacij. Zasebna policija se pogosto uporablja tam, kjer se šteje, da je javni organ pregona premalo oskrbljen. Na primer posebna policijska policija San Francisca, ki obstaja še danes. Trdi se, da je lahko izvrševanje zasebnega prava lahko nadrejena alternativa vladnemu monopolu. 

#### Uredbe
Glavni članek: Regulativni organ
Številne lokalne skupnosti so vključene tudi v spremljanje ali uporabo predpisov in kodeksov prakse. Glej na primer kodeks avstralske komercialne televizije, gradbeni kodeks in uveljavljanje kode. Spremljanje uporabe predpisov in kodeksov ravnanja se običajno ne šteje za kazenski pregon. Vendar lahko dosledno neupoštevanje predpisa s strani predpisov ali kodeksov ravnanja povzroči, da subjekt odvzame licenco za opravljanje dejavnosti in je delovanje brez licence običajno nezakonito. Neuporaba kodeksov ravnanja lahko vpliva tudi na varnost in življenje drugih oseb, kar je lahko tudi nezakonito.

#### Ustanovitev in ustava
Običajno organi pregona ustanovi in ustanovi upravni organ, ki ga podpira, osebje, ki sestavlja organi pregona, pa je iz subjektov upravnega organa, na primer avstralska zvezna policija je ustanovljena in ustanovljena na podlagi avstralskega zakona o zvezni policiji iz leta 1979. 
Po definiciji lahko zvezne organi pregona ustanovi le upravni organ ustrezne federacije, divizijske in pododdelčne organi pregona lahko ustanovijo le njihovi ustrezni upravni organi, nacionalne organi pregona pa lahko ustanovi le nacionalni upravni organ države.
Zaradi logistične učinkovitosti ali politike nekateri oddelki z državo ne bodo ustanovili lastnih organi pregona, ampak se bodo namesto tega dogovorili z drugim organi pregona, običajno iz iste države, za zagotavljanje pregona znotraj oddelka. Na primer, Kraljevsko kanadska montirana policija (RCMP) je zvezna agencija, ki jo ima večina kanadskih provinc in številne občine za policijsko vodenje teh oddelkov, čeprav je kazensko pregon v Kanadi ustavno odgovornost oddelka. Ta dogovor je bil dosežen z uradnim dogovorom med temi oddelki in RCMP in zmanjšuje število agencij, ki izvajajo policijsko službo na istem geografskem območju.  Podobno je avstralska zvezna policija (AFP) zvezna agencija in je pogodbena policijska agencija za avstralsko glavno ozemlje.  in otok Norfolk. 
V okoliščinah, ko država ali oddelek znotraj države ne more vzpostaviti stabilnih ali učinkovitih organi pregona, običajno policijskih agencij, lahko država povabi druge države, da zagotovijo osebje, izkušnje in organizacijsko strukturo za organi pregona, na primer Regionalna misija za pomoč Salomonovim otokom, ki imajo sodelujoče policijske sile , ki delujejo v povezavi s policijskimi silami  Salomonovih otokov, ali kjer Združeni narodi že zagotavljajo upravno podporo v državi, lahko Združeni narodi neposredno ustanovijo in ustanovijo organi pregona na v imenu države, na primer za Timor-Leste od leta 1999 do 2002. 

## Pooblastila in izjeme od zakonov
Glavni članek: Pooblastila organov pregona
Da lahko organi pregona prepreči, odkrije in razišče neskladnost z zakoni, ima organi pregona pooblastila, ki jih ima njegov upravni organ in niso na voljo subjektom organi pregona, ki niso organi pregona. Običajno je organi pregona v različni meri pooblaščen za:
- zbiranje informacij o subjektih v pristojnosti organi pregona
- vsiljivo iskanje informacij in dokazov v zvezi z neskladnostjo z zakonom
- zaseči dokaze o neskladnosti z zakonom
- odvzeti premoženje in premoženje subjektom
- neposredne subjekte, da zagotovijo informacije v zvezi z neskladnostjo z zakonom
- aretirati in pridržati osebe, jim odvzeti prostost, ne pa tudi oseb v zaporu, zaradi domnevnega neskladja z zakonom
- zakonito zavajajo subjekte

Ta pooblastila niso na voljo subjektom, ki niso organi pregona v pristojnosti organi pregona, in so običajno predmet sodnega in civilnega nadzora.
Običajno so ta pooblastila dovoljena le, kadar se lahko dokaže, da subjekt verjetno že ne izpolnjuje zakonov. Na primer, za izvedbo vsiljivega iskanja mora organi pregona običajno argumentirati in prepričati sodnega uslužbenca, da je treba vsiljivo preiskati na podlagi tega, da bo to pomagalo odkriti ali dokazati neskladnost z zakonom s strani določene osebe. Če se sodni uradnik strinja, bo nato organi pregona izdal pravni instrument, ki se običajno imenuje nalog za preiskavo, ki ga je treba, če je mogoče, predložiti zadevnemu subjektu.
Subjekti, ki niso v skladu z zakoni, se običajno skušajo izogniti organi pregona. Po potrebi mora organi pregona imeti možnost, da organi pregona odkrije in preiskuje subjekte, ki niso v skladu z zakoni, organi pregona, da lahko svoje dejavnosti izvaja tajno od neskladnega subjekta. To pa lahko zahteva, da organi pregona izrecno ne upošteva zakona, ki ga morajo upoštevati drugi subjekti. Da lahko organi pregona deluje in se ravna v skladu z zakonodajo, je zakonito izvzeto za izvajanje tajnih dejavnosti. Tajne dejavnosti organi pregona pogosto imenujejo prikrite operacije.

### Za zavajanje subjekta in izvajanje njegovih dejavnosti lahko organi pregona zakonito sme tajno:
Ustvarjati in upravljati lažne identitete ter osebnosti in organizacije, ki se pogosto omenjajo kot prikrite operacije ali prevzete identitete, na primer avstralska avstralska zvezna policija na podlagi dela 1AC Zakona o zločinih iz leta 1914 
- Dovolijo in pomagajo nedovoljenemu prevozu dovoljenih in prepovedanih snovi in izdelkov, včasih delno nadomeščenih z benignimi materiali, ki se pogosto imenujejo nadzorovane operacije, na primer avstralski organi pregona na podlagi dela 1AB Zakona o zločinih iz leta 1914 [42]
- Poslušajte in kopirajte komunikacije med subjekti, ki jih pogosto imenujejo prestrezanje telekomunikacij ali prisluškovanje žic, kadar je komunikacijski medij elektronske narave, na primer Zvezni preiskovalni urad Združenih držav na podlagi kodeksa 18 ZDA 18 dela 18 poglavja 119 poglavja 2516 , [43] ali avstralski organi pregona na podlagi zakona o telekomunikacijah (prestrezanje in dostop) iz leta 1979 [44]
- Vsiljivo opazovati, poslušati in slediti temam, ki jih pogosto imenujejo tehnične operacije, na primer avstralski organi pregona na podlagi zakona o nadzornih napravah iz leta 2004 ref>»SURVEILLANCE DEVICES ACT 2004«.</ref>

običajno zbirajo informacije o dokazih o neskladnosti z zakonom in dokazujejo druge neskladne predmete.
Za zakonito zavajanje in uporabo izjeme zakona s strani organi pregona je običajno potrebna zelo močna sodna ali odprta civilna presoja. Na primer, nadzorovano delovanje avstralske zvezne policije je predmet javnega civilnega nadzora s strani njegovega upravnega organa, avstralskega parlamenta. 

### Druge izjeme od zakonov
Organi pregona imajo druge izjeme od zakonov, ki jim omogočajo praktično delovanje. Številne jurisdikcije imajo na primer zakone, ki živalim iz zdravstvenih in varnostnih razlogov prepovedujejo vstop na nekatera območja. organi pregona so običajno izvzeti iz teh zakonov, da se psi lahko uporabljajo za iskanje in reševanje, iskanje drog, iskanje eksplozivov, lov in aretacija itd.   Ta vrsta izjeme ni edinstvena za organi pregona. Psi pomočniki za vid so tudi običajno izvzeti iz omejitev dostopa. Člani organi pregona lahko smejo odkrito razstavljati strelno orožje na mestih, kjer je to običajno prepovedano civilistom, kršiti različne prometne zakone, ko se odzivajo na kazniva dejanja, ali pridržati osebe proti njihovi volji, da raziščejo sume kaznivih dejanj.
Interpol je mednarodna organizacija in je v bistvu brez državljanstva, vendar mora delovati s neke fizične lokacije. Interpol je zaščiten pred nekaterimi zakoni države, v kateri se fizično nahaja. 

## Organi pregona in družba
Glej tudi: Pregon in družba ter kriminalistična fantastika
Ker ima izvrševanje zakonov po definiciji velik vpliv na družbo, za katero se zakoni uporabljajo, imajo agencije, ki izvajajo zakone, poseben pomen za družbe, v katerih delujejo.
Nekateri organi pregona so ovekovečeni v zgodovini, literaturi in priljubljenih medijih, na primer Scotland Yard v Združenem kraljestvu, Zvezni preiskovalni urad Združenih držav in Kraljevsko kanadska montirana policija
Manjše število organi pregona, zlasti tajnih policijskih sil, ki niso odgovorne ali imajo neomejene pristojnosti, subjekti njihovih upravnih organov na splošno ne spoštujejo zaradi negativnega vpliva, ki ga imajo na te subjekte.
V priljubljenih medijih in literaturi je bilo ustvarjenih veliko izmišljenih organi pregona. Glej na primer Seznam izmišljene tajne policije in obveščevalnih organizacij ter Seznam izmišljenih policijskih sil.

## Poglej tudi
- Agencija za boj proti korupciji
- Izvrševanje zakonika
- Organi pregona
- Seznam organov pregona, razvrščenih po podkategorijah
  - Seznam agencij za zaščitne storitve
  - Seznam tajnih policijskih organizacij
  - Seznam specializiranih organov pregona
- Oris kazenskega pregona
- Specialistična agencija pregona
- Prometna policija
- Državna policija
- Policija
- Policijska fundacija